# بودا از شرم فروریخت
بودا از شرم فرو ریخت یک فیلم درام محصول مشترک افغانستان، ایران، و فرانسه در سال ۲۰۰۷ است. حنا مخملباف این فیلم را کارگردانی کرده‌است.این فیلم که نخستین ساخته سینمایی بلند کارگردان است به بررسی زندگی کودکان افغان در دوره طالبان در افغانستان می‌پردازد.

## داستان
داستان این فیلم روایتگر زندگی دختر ۶ ساله افغانستانی به نام بختی (نیکبخت فرهمند) است که پس از تخریب تندیس‌های بودا توسط طالبان به همراه خانواده‌اش در غاری در زیر صخره‌ای که این تندیس‌ها بر فراز آن قرار داشتند زندگی می‌کند. بختی تصمیم به یادگیری الفبا می‌گیرد. اما در این راه با مشکلات زیادی روبرو می‌شود.

## ساخت و نمایش
این فیلم در شهر بامیان افغانستان و زیر مجسمه‌های بودا که در سال ۲۰۰۱ تخریب شدند فیلم‌برداری شد. بازیگران فیلم نیز از بین دانش‌آموزان مدرسه‌های بامیان و روستاهای پیرامون برگزیده شدند. بودا از شرم فرو ریخت در سینماهای چند کشور جهان از جمله فرانسه (با نام دفترچه)، ژاپن (با نام دنیای بچه‌ها) و اسپانیا نمایش داده شده‌است. این فیلم تاکنون در ایران اکران نشده‌است.

## جایزه‌ها
این فیلم موفق به کسب ۱۸ جایزه بین‌المللی شده‌است که مهم‌ترین آنها از این قرارند:
- ۲۰۰۷: جایزه ویژه هیئت داوران جشنواره فیلم سن سباستین
- ۲۰۰۸: جایزه خرس بلورین بهترین فیلم کودکان، بخش فیلم‌های کودکان و نوجوانان جشنواره فیلم برلین
- ۲۰۰۸: جایزه ویژه صلح، جشنواره فیلم برلین (به مبلغ ۵ هزار یورو از سوی بنیاد هاینریش بل آلمان)[۵]